# Лар (Графшафт Бентхајм)
Лар (њем. Laar) општина је у њемачкој савезној држави Доња Саксонија. Једно је од 26 општинских средишта округа Графшафт Бентхајм. Према процјени из 2010. у општини је живјело 2.240 становника. Посједује регионалну шифру (AGS) 3456012.

## Географски и демографски подаци
Лар се налази у савезној држави Доња Саксонија у округу Графшафт Бентхајм. Општина се налази на надморској висини од 9 метара. Површина општине износи 51,0 km². У самом мјесту је, према процјени из 2010. године, живјело 2.240 становника. Просјечна густина становништва износи 44 становника/km².

## Међународна сарадња
| Мјесто     | Држава    | Врста сарадње | Од    |
| ---------- | --------- | ------------- | ----- |
| Шонебек    | Холандија | контакт       | 2000. |
| Генемујден | Холандија | партнерство   | 1979. |
| Куверден   | Холандија | контакт       | 2000. |
| Извор      |           |               |       |